# 陈昌锋
陈昌锋（1962年12月—），江苏阜宁人，中国人民解放军海军大校。

## 生平
1981年10月入伍。1984年6月加入中国共产党。1985年，陈昌锋从院校毕业，到南海舰队海军陆战一旅报到，适逢海军陆战队抽调干部到西沙群岛换防，乃奉派到西沙守备部队担任坦克排排长。1988年底，回到海军陆战队。1989年5月，陈昌锋出任坦克一连连长。任内用三年时间将该连带成海军正规化管理先进连，陈昌锋也被海军评为优秀主官。后来任某坦克营营长。1991年初，其所在的海军陆战一旅军务科想调陈昌锋去当参谋。时任旅长陈川熙却让陈昌锋多在基层历练，要求他在基层呆着。陈川熙旅长调离后，旅政治部保卫科又想调陈昌锋，新任旅长周乃文也认为陈昌锋更适合在基层工作，所以也没有同意。由此，陈昌锋在该旅下属的两栖装甲团连续工作十多年，从副连长一直干到团参谋长。1997年2月，旅党委派陈昌锋到南京中国人民解放军海军指挥学院深造一年，学习合同战术指挥。
1999年8月，旅党委派陈昌锋赴德国联邦国防军指挥学院留学，成为中国人民解放军海军陆战队首位出国留学的陆战队员。2001年毕业归国，出任海军陆战一旅（旅长王革军）下属的两栖装甲团团长。陈昌锋任团长后，团队连续3年被舰队评为“军事训练一级单位”；2002年底，团队因全面建设过硬而立集体三等功；陈昌锋个人被舰队评为“军事训练先进个人”、“正规化管理先进个人”、“优等指挥员”。2004年，陈昌锋被中共中央宣传部、中国人民解放军总政治部、中国人民解放军海军确立为“勇立军事变革潮头的两栖先锋”。2005年，中国人民解放军海军为陈昌锋记一等功。
2006年，陈昌锋升任海军陆战一旅旅长。后来，陈昌锋出任中国人民解放军海军西沙水警区司令员，2012年卸任。
2013年3月，中国人民解放军海军兵种指挥学院正式更名为中国人民解放军海军陆战学院，陈昌锋任院长。